# Slaget ved Sluys
Slaget ved Sluys var et søslag den 24. juni 1340. Slaget var led i Englands forsøg på at erobre den franske trone i Hundredårskrigen. Slaget stod imellem den engelske flåde og den franske flåde og deres allierede. 
Slaget er opkaldt efter byen Sluys i Sydholland, som i 1340 var en del af det franske len Flandern. Det var en stor engelsk sejr: den franske flåde i Sluys blev udraderet, og England fik herredømmet over den Engelske Kanal.

## Baggrund
Baggrunden for slaget ved Sluys er Hundredårskrigen. Årsagen til den var, at Karl 4. den Smukke døde uden sønner i 1328, så Edvard 3. af England var den nærmeste mandlige arving. Imidlertid gav den franske adel kronen til hans fætter Filip 6. De to lande gik i krig om arveretten til den franske trone og om lensforhold. Krigen begyndte i 1337, da Filip forsøgte at konfiskere Edvards landområder i Frankrig.
De to flåder, der mødte hinanden, var ikke bygget med krig for øje. Det var almindelige handelsskibe, som enten var købt/lejet eller tvunget ind i flåden.  For England var det kogger med rundagtigt skrog og en enkelt mast midtskibs. Franskmændene havde mange galejer fra Genova til rådighed.

## Slaget
Den franske flåde lå i forsvarsposition ved Sluys: skibene var delt i flere linjer, der var kædet sammen. Det gjorde det nemmere for de franske soldater at bevæge sig fra skib til skib. Stillingen var meget defensiv, og pga. sammenkædningen manglede skibene manøvredygtighed.
I den engelske flåde havde hvert skib sin specielle rolle. For hver tre skibe var de to bemandet med blandt andet bueskytter. Det tredje skib var bemandet med almindelige soldater. På den måde kunne skibene støtte hinanden. Bueskytternes opgave var at angribe fjenden på afstand og gøre det sværere for ham at organisere sig. Det tredje skib skulle borde fjendens skibe.
Det viste sig hurtigt, at den franske taktik med at kæde flåden sammen var en fejl, da det gjorde det muligt for englænderne at koncentrere deres kamp om dele af den franske flåde, mens resten af den var ude af stand til at hjælpe. Kampene varede hele dagen, og ud på natten flygtede skibene fra Genova i ly af mørket, og det samme gjorde de overlevende franskmænd. Søslag på denne tid var i store træk landslag til søs. Det var først med udviklingen af krudt, at der blev nævneværdig forskel mellem søslag og landslag. 

## Efterspil
Slaget gav Edvard 3. frit spil i den Engelske Kanal, da den franske flåde var erobret og hæren tilintetgjort. Ved slaget ved Crecy syv år senere slog Edvard igen den franske hær. Slaget ved Sluys betød, at det engelske fastland foreløbigt slap for franske erobringsforsøg, og at den skotske og franske hær ikke kunne arbejde sammen. Det betød, at krigen hovedsageligt kom til at foregå i Frankrig.